# Sêrtar
Sêrtar, även känt som Serthar, är ett härad i den tibetanska autonoma prefekturen Garzê i Sichuan-provinsen i sydvästra Kina.
- Wikimedia Commons har media som rör Sêrtar.